# Vignacastrisi
Vignacastrisi è con 1 377 abitanti l'unica frazione di Ortelle in provincia di Lecce. Situata nel Salento sud-orientale, a circa 2 km dal mare Adriatico, dista 45 km dal capoluogo.

## Origini del nome
Il nome ricorda l'esistenza delle vinee castrensis, le fortificazioni in forma di fossati e trincee che difendevano la vicina rocca di Castro.
In passato il nome del borgo era Vignecastrisi, poi variato nell'attuale Vignacastrisi.

## Storia
Non si hanno notizie certe sulle origini dell'abitato. Si crede sia stato fondato dai Bizantini, si ampliò notevolmente nel 1537, grazie all'arrivo dei superstiti che scamparono alla distruzione della vicina città di Castro ad opera dei Saraceni. La storia del paese è strettamente legata a quella di Castro. Nel periodo feudale infatti Vignacastrisi seguì le sorti della vicina cittadina e della sua Contea. Gli ultimi feudatari prima dell'abolizione del regime feudale nel 1806 furono i baroni Rossi.
Nel 1806 Vignacastrisi diviene frazione del Comune di Diso a seguito della soppressione degli ordinamenti feudali infatti per quanto riguarda la Contea di Castro il centro più popoloso era quello di Diso al quale furono aggregate Marittima, Castro, Vignacastrisi, Andrano e Castiglione di cui storico sindaco fu un certo Vito Resce (in alcuni documenti si trova scritto anche Resci).
Il comune di Diso insieme alle sue frazioni era parte del circondariato di Poggiardo che a sua volta era incorporato nel distretto di Gallipoli della Provincia di Terra d'Otranto che comprendeva anche i distretti di Taranto e Brindisi.
Pur essendo territorialmente e storicamente legata alla storia di Castro, Vignacastrisi nel 1809 diviene frazione del comune di Ortelle. 
A Vignacastrisi apparteneva un ingente tratto di costa denominato Marine di Vignacastrisi che va da Porto Miggiano alla grotta "Striare" di Castro; con la fuoriuscita nel 1911 dal comune di Ortelle di Vitigliano e Santa Cesarea Terme, che si sono resi un comune autonomo insieme a Cerfignano, le Marine di Vignacastrisi sono state inglobate nel nuovo ente locale.

## Monumenti e luoghi d'interesse

### Architetture religiose

#### Chiesa Madre

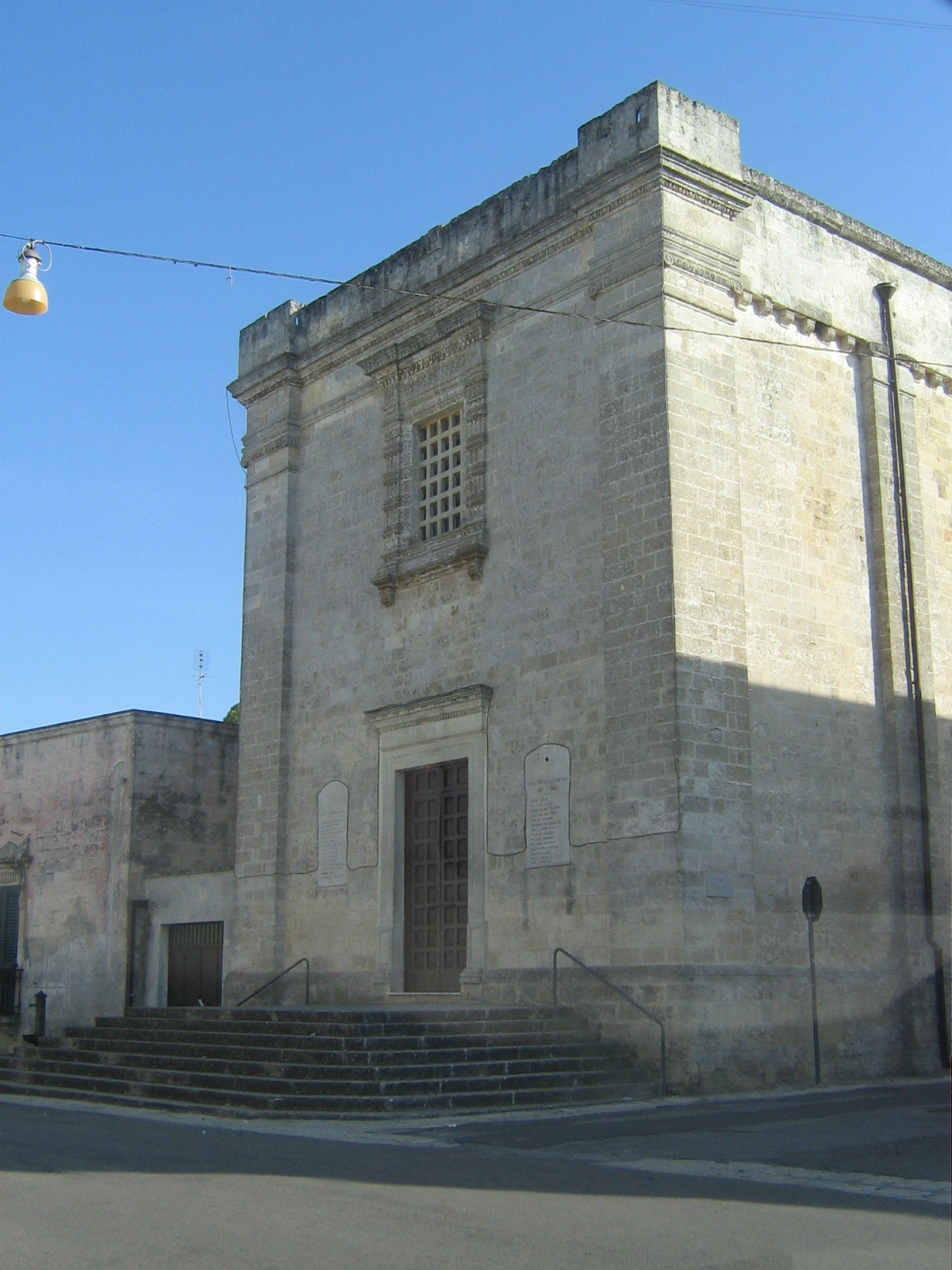
Chiesa Madre

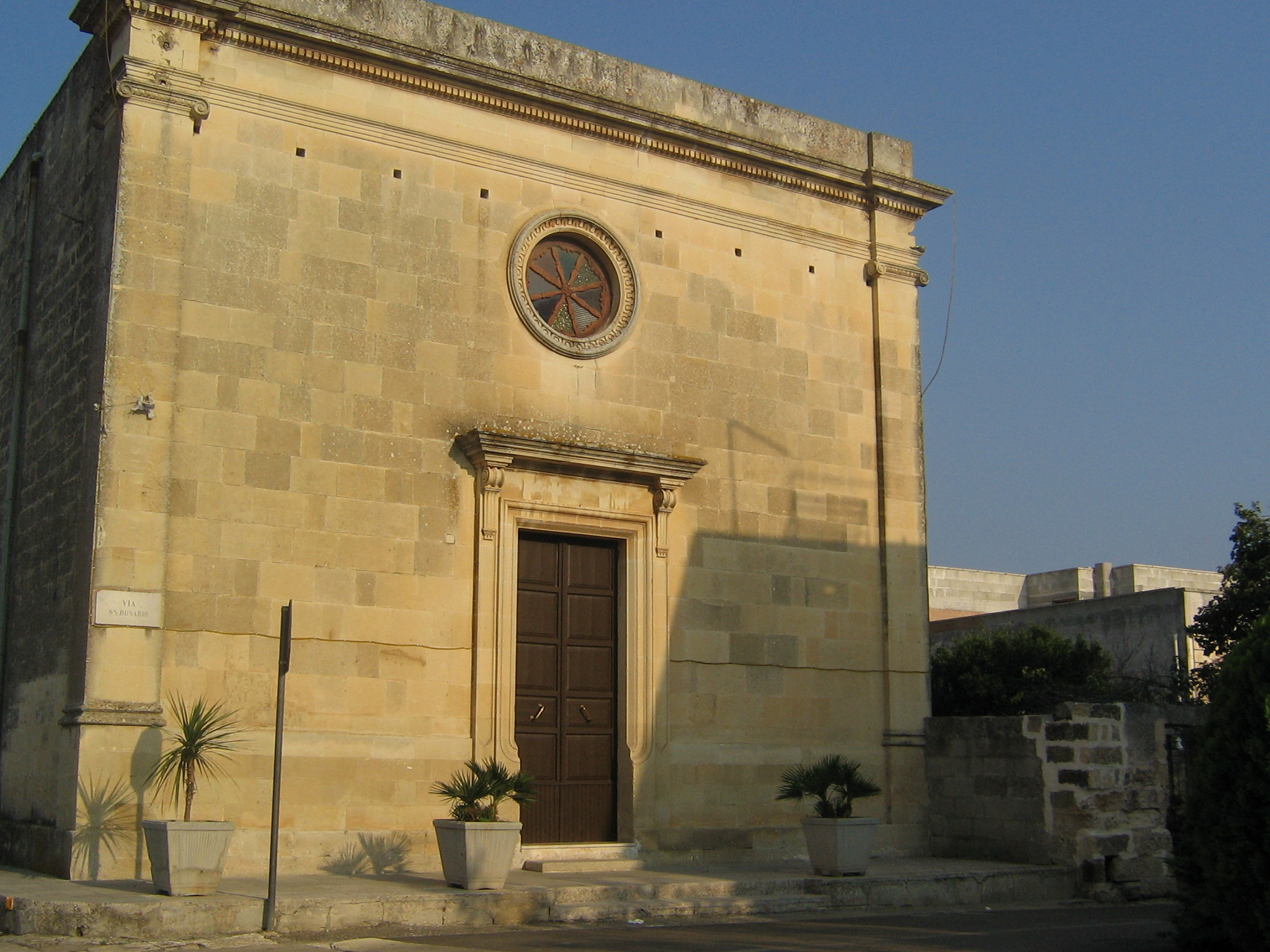
Congrega del Rosario

La Chiesa Madre (XVIII secolo), intitolata all'Immacolata, era una torre delle mura della contea di Castro. Il prospetto presenta infatti gli elementi tipici delle torri quali le piombatoie. La facciata è inquadrata da due poderose paraste ed è costituita da una decorata finestra centrale posta in asse con il portale d'ingresso. È presente il simbolo di Vignacastrisi: una vite arrampicata a una torre. 
L'interno, a una sola navata, custodisce vari dipinti su tela e un antico organo a canne restaurato di recente e utilizzato per concerti di musica sacra. Pregevole è la statua lignea raffigurante la Madonna del Rosario; gravemente danneggiata da un incendio nel 1962, venne riparata dal maestro cartapestaio Malecore di Lecce, per volere dell'allora parroco Don Salvatore Alemanno, sotto di essa ci sono due cripte che attualmente sono murate ed è impossibile accedervi.

#### Congrega del Rosario
La congrega della Madonna del Rosario, sede della confraternita omonima, è una piccola chiesa ottocentesca. Presenta una semplice facciata che accoglie il portale d'ingresso e un piccolo rosone. L'interno presenta un'unica navata e l'abside che ospita l'altare maggiore. 
All'esterno della chiesa è addossato sulla parete sinistra un piccolo calvario. Vicino alla congrega sorgeva anticamente un cimitero.

#### Masseria di San Nicola
È un ex monastero-masseria greco-bizantino, ricostruito e riadattato nel ‘500 ad uso padronale, dentro di esso vi è la chiesa dedicata a San Nicola, un santo molto presente nella cultura ecclesiastica Ortodossa e Cattolica, col passare dei secoli è passato nelle mani di più proprietari, oggi è utilizzato come villa di residenza estiva della famiglia Bacile. La masseria- convento è situata nel parco-zona "Canali" facente parte del Parco Naturale regionale Otranto-Santa Maria di Leuca e Bosco di Tricase. Al suo interno è presente una piccola cappella intitolata a San Nicola e vi sono varie strutture di notevole interesse, tra le più peculiari vi è la presenza di un caratteristico pozzo decorato con tratti cinquecenteschi lungo il cortile principale che dà sul viale centrale.

#### Masseria Sant'Elia
Era un'antica masseria-monastero greco-bizantina situata nei pressi dell'attuale Piazza Santa Croce, il complesso ormai distrutto ha lasciato solo il nome al piccolo rione del paese. (Il paese di Vignacastrisi e suddiviso nei rioni del Ponte, Sant'Elia, Mare e Cutizzi). 
In questa zona vi è anche un frantoio ipogeo adiacente alla piazza Santa Croce.

#### Masseria Capriglia di Sotto
La struttura del noto insediamento masseriale-chiesastico di Capriglia, in completo stato di abbandono e degrado, così come durante il periodo medioevale, appartiene tuttora al territorio di Vignacastrisi.
Situata a 94 metri sul livello del mare, è a ridosso di una chiara biforcazione viaria del periodo romano-bizantino. 
Annessa ad essa vi era una chiesa dedicata a Sant'Eligio; questa era seconda soltanto alla chiesa parrocchiale per via del numero delle Sante Messe officiate nell'arco dell'anno.
L'antico feudo della Masseria di Capriglia nel Baronato di Vignacastrisi, andava dalle pianure coltivate ai pascoli increspati e rocciosi in altura, digradando fino al mare.
L'esistente struttura del complesso monasteriale di Capriglia con la sua congiunta Chiesa di Sant'Eligio (totalmente distrutta nei primi decenni della seconda metà del 1900, assieme al grande dipinto del Santo che sovrastava l'Altare).
La struttura è composta da grosse muraglie alte fino a tre metri, cingono a quadrato il bloccocentrale degli alloggi con i cortili, gli ovili, le stalle e una vasta area di pascolo.
Le muraglie presentano delle feritoie d'avvistamento distante l'una dall'altra due metri.
Sul terrazzo più elevato del pascolo si dipanano a scacchiera dei pancacci di pietre, i quali lungamente differenziati, ma non oltre i sei metri, offrono ancora a tratti dei buoni dorsi per il camminamento.
Probabilmente usati per la difesa come per l'avvistamento essi nascono da un basamento solido e compatto di almeno un metro di larghezza e partendo dalle due estremità con i gradoni alti cm.50, salgono gradualmente fino a raggiungere un'altezza massima di due metri.
Sul versante esposto a tramontana prima ancora che l'intero presidio masseriale sfoci nei campi, vi sono altre muraglie, che oltre alle solite feritoie d'avvistamento presentano tratti irrobustiti per il servizio di vedetta.
Queste ultime vengono interrotte da un portale di transito, difeso ai lati da due guardiole (una ormai distrutta); l'altra ancora intatta,può testimoniare quanto di verosimile l'arte di edificare si fosse tramandata nei millenni.
La guardiola di Capriglia, nella sua caratteristica struttura trulliforme, molto probabilmente dava riparo e temporaneo riposo ai turnisti impiegati a sorvegliare sia di sotto che di sopra le muraglie; e senza ombra di dubbio ricalca la tipica costruzione a Tholos dell'antica civiltà micenea, destinata a luogo sacro per il riposo eterno.
La terra di Vignacastrisi non è affatto forestiera a questo tipo di manifestazioni tombali, basti pensare a quelle più arcaiche presenti nelle due zone Canali e Purgianne. Però il confronto diretto con la tomba Tholos di Micene, l'assistiamo soltanto con la guardiola di Capriglia, l'unica fra le altre strutture del tipo ad assumere maggiore complessità di costruzione, preceduta a che da un dromos (corridoio) che conduce all'entrata della cella, proprio come la Tholos di Micene.

### Architetture civili

#### Palazzo Guglielmo
Il palazzo appartenne a una delle famiglie più potenti e ricche del paese: i Guglielmo. Dopo essere stato per decenni abbandonato, è stato ristrutturato dai nuovi proprietari ed oggi è nuovamente abitato ed in parte utilizzato come struttura ricettiva (guest house).

### Aree naturali

#### Zona Canali
L'area denominata Zona Canali è rappresentata da un settore del bacino idrografico che nasce nei pressi del centro abitato. Trattasi di un'incisione naturale che ha una lunghezza complessiva di circa 850 metri e una larghezza media di 80 metri; l'altitudine è compresa tra 60 e 87 metri sul livello del mare. Tale incisione ospita un corso d'acqua a carattere di spiccata intermittenza, vale a dire con presenza di acqua solo durante il periodo autunno-primavera, in concomitanza di eventi piovosi di una certa entità. 
Nella zona vi è la presenza di numerose forme carsiche ipogee (grotte), frutto della dissoluzione chimica esercitata dalle acque piovane nel corso dei secoli sulla roccia calcarea ivi presente. I territori circostanti abbondano di testimonianze della secolare presenza dell'uomo, quale elemento regolatore del territorio, con la presenza di muretti a secco che delimitano dei terrazzamenti e le unità particellari, il tutto amalgamato dalla presenza di ulivi secolari e di vegetazione naturale, a prevalenza di leccio. 
Dal punto di vista vegetazionale l'area costituisce una delle ultime schegge di vegetazione naturale relitta ancora presenti nel Salento, dove, accanto alla presenza del leccio si hanno altri elementi più termofili quali il carrubo, l'olivastro ecc. Il sito è in stretto rapporto con il bosco delle Querce di Castro insieme al quale concorre a formare un unico corridoio ecologico che dal mare si spinge verso l'entroterra.
In questa zona sono presenti numerose "laure" (celle scavate nella roccia) in cui i monaci basiliani si rifugiavano, soprattutto durante il periodo dell'iconoclastia.
L'ambito territoriale ospita una fauna tipica di specie presenti in aree simili del Salento, tra cui la volpe, il tasso, il riccio, la lucertola comune, il biacco e numerose specie di uccelli, in particolare passeriformi". Questo parco naturale fa parte del parco Naturale Regionale "Costa Otranto S.M. di Leuca - Bosco di Tricase ".
All’interno del parco è presente una struttura con annesso un anfiteatro utilizzato per eventi culturali.

### Biblioteca Comunale Maria Paiano
Inaugurata nel 2011, costruita grazie ad un lascito del dott. Vito Paiano è un importante centro culturale a livello locale, munita anche di una sala-teatro e di una sala multimediale.
Oltre alla biblioteca vi è nella stessa struttura un circolo di pensionati.

## Economia
Vignacastrisi ha un'economia principalmente agricola, il cui reddito si basa sulla produzione di olive, uva e cereali. Negli ultimi anni si è sviluppato anche il settore turistico grazie alle costruzioni di B&B e agriturismi.

## Eventi
Festa dell'Orecchietta ad agosto, si svolge dagli anni '80;
Festa patronale della Beata Vergine Maria del SS, Rosario, 7 ottobre;
Presepe vivente realizzato all'interno del centro storico dal 2008 circa con oltre 200 comparse.